# Sulcommata
Sulcommata är ett släkte av skalbaggar. Sulcommata ingår i familjen långhorningar.
Kladogram enligt Catalogue of Life:
| Sulcommata | \| \| Sulcommata durantoni \| \| \| \| \| \| Sulcommata ruficollis \| \| \| \| |
|            | \| \| Sulcommata durantoni \| \| \| \| \| \| Sulcommata ruficollis \| \| \| \| |
|            | Sulcommata durantoni                                                           |
|            |                                                                                |
|            | Sulcommata ruficollis                                                          |
|            |                                                                                |